# 붉은불개미
붉은불개미(영어: red imported fire ant, 학명: Solenopsis invicta) 또는 붉은독개미, 붉은열마디개미는 개미과에 속하는 개미의 한 종으로 붉은독개미라고도 한다. 독성이 있으며 대부분의 사람에게는 치명적이지 않으나, 노약자나 알레르기가 있는 일부 사람에게는 치명적일 수 있다.
붉은불개미는 본래 남아메리카에 서식했다. 그러나 미국 남부, 오스트레일리아, 중국, 타이완, 필리핀, 인도, 카리브해, 뉴질랜드 등지로 퍼져나갔으며 미국의 경우 1932년에 붉은불개미가 앨라배마주와 미시시피주을 통해 들어온 것으로 보인다. 이렇게 들어온 붉은불개미는 텍사스 주에서 메릴랜드주까지 퍼졌다. 또한 1990년대 붉은불개미 군락이 캘리포니아주에서도 발견되었다. 그러나 캘리포니아주의 군락들은 육로로 통해 퍼진 것이 아니라 모빌과 마찬가지로 바다를 통해 들어왔을 것으로 생각된다. 마찬가지 방법으로, 2001년도에 붉은불개미가 오스트레일리아에 들어오게 되었다.

## 생태

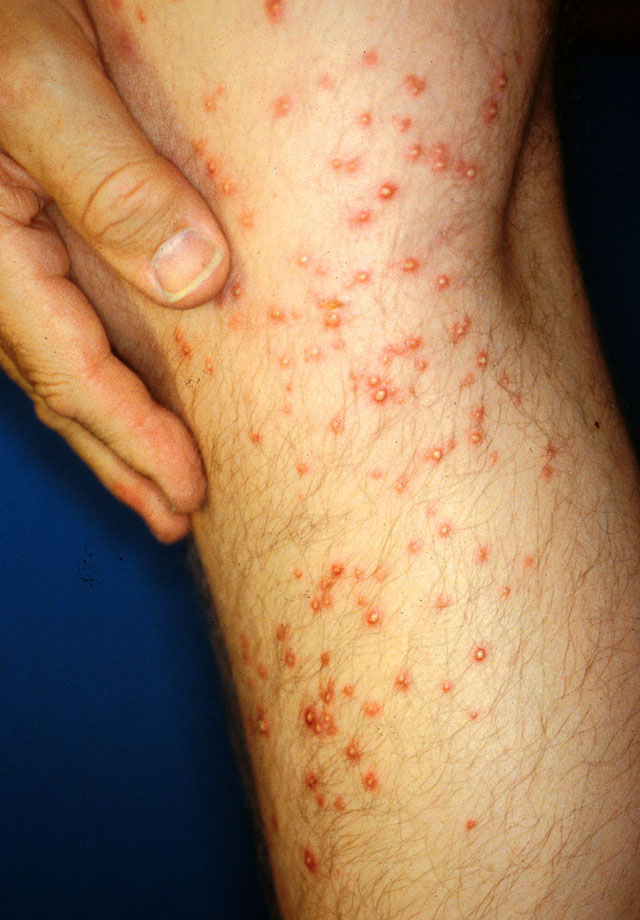
붉은불개미에게 쏘인 자국

붉은불개미는 대부분의 개미보다 호전적이고 매우 아픈 침을 가지고 있다. 사람들은 일반적으로 이들의 둥지를 실수로 밟음으로서 이들과 접촉하게 되는데, 이때 개미들은 밟은 사람의 다리를 기어오르며 인해전술로 공격한다. 공격하는 개미들은 페로몬 신호를 기다린 후, 일제히 침으로 공격한다. 작은 동물은 이러한 공격으로도 죽을 수 있다.
붉은불개미는 지역 개미들을 상대로 경쟁하여 승리한다. 북미에서는 굉장히 적극적으로 이들을 없애려고 하지만 계속해서 그 범위를 넓혀가고 있다. 이들이 해충이라고 규정된 이유는 침입종이고, 우리에게 입히는 신체적 고통뿐만이 아니라 그들의 둥지가 식물의 뿌리를 약하게 만들고 기계로 농사를 지을 때 이들의 둥지가 방해되기 때문이다. 이들의 둥지가 갑자기 나타나는 것은 그다지 놀라운 일이 아니다. 이들은, 큰 동물은 보통 죽이지 않지만 작은 동물, 예를 들어 새 등은 이들에 의해 쉽게 죽는다. 송아지 등도 충분히 민첩하지 못하면 죽게 된다. 이들의 침에는 솔레놉신이 포함되어 있으며, 인간에게 고통스럽고 쏘인 뒤 하루 정도 지나면 찔린 부위가 하얗게 뜬다.
붉은 불개미는 적응력이 뛰어나, 박멸하기가 쉽지 않다. 이들은 홍수나 가뭄에서도 살아남을 수 있는 생존력을 지녔다. 개미들이 자신들의 둥지 둘레의 수위가 높아지는 것을 느끼거나 홍수를 감지하면, 곧 일개미들이 구를 형성하여 물에 뜬다. 이때 구의 밖에는 일개미, 안에는 여왕개미가 자리잡는다. 그 구는 어떤 물체에 접촉하는 순간, 일개미들이 그리로 올라가고 홍수가 끝날 때까지 기다린다. 가뭄 때에는 굴을 깊게 뚫어 지하수층까지 내려간다. 또한 이들은 겨울잠을 자지 않지만 섭씨 영하 9도의 기온에서도 살 수 있다.
현재, 붉은불개미의 개체수는 어느 정도 통제할 수 있지만, 지역에서 완전히 멸종시키는 것은 어렵다.

### 번식
여왕개미가 한 마리인(monogyne) 상태에서는 수개미는 봄과 여름 초까지 생산되며 공중 비행을 하여 짝짓기를 한다. 암개미의 몸집은 수개미의 3배로 수개미가 더 작은 크기를 가졌다. 비가 내리고 습한 상태에서 짝짓기를 하는데 일개미들은 수개미가 입에서 분비한 페로몬에 반응하여 개미집 입구를 열고 공중 비행 준비를 한다. 100 ~ 300m까지 날아오르는데 약 20 ~ 30분 간 짝짓기를 하고 다시 땅 위로 내려온다. 95% 가량의 암개미가 수정에 성공하고 몸에 700만 마리의 정자를 지니게 된다.
여왕개미는 7년을 살며 붉은불개미 군락은 20만 ~ 30만 마리의 일개미를 두게 된다.
이렇게 만들어진 붉은불개미의 고치는 정교하게 연결된 섬유조직으로 이뤄져 있다.

## 외형
두 개의 배마디자루가 있다. 더듬이에는 열개의 마디가 있다. 열마디개미속의 다른 개미들과 혼동되는 경우가 많다.

### 침
일개미에겐 산란관이 변형된 독침을 가지고 있다. 암개미와 수개미에게도 독침이 있으나 일개미와는 달리 산란관으로 사용한다. 이 침에는 알칼로이드와 단백질이 함유되어 있으며 쏘이게 되면 쏘인 부위의 세포를 죽이면서 농포를 만들게된다. 붉은불개미의 침에는 솔레놉신이 들어있는데 심장 박동을 느리게 하고 마비를 일으키기도 한다.

## 한국 유입 실태
2017년 9월 대한민국 부산항 감만부두에서 처음 발견되었다. 이후 10월, 정부는 부산항에서 발견된 붉은불개미가 사멸하였고 여왕개미도 죽은 것으로 잠정 결론을 내렸다. 그러나 2018년 2월 인천항 보세창고, 5월 부산항 허치슨부두, 6월 평택항 컨테이너부두 및 부산항 허치슨부두 등에서 연이어 발견됐다. 특히 6월 허치슨부두에서는 개미집 11개, 공주개미(여왕개미가 되기 전 미수정 암개미) 11마리를 비롯해 일개미 3000여 마리와 알 150여 개가 대거 발견됐다. 2018년 9월에는 대구 아파트 건설현장에 있던 조경용 석재에서 붉은불개미 일개미 7마리와 여왕개미 1마리가 발견되었다. 항만이 아닌 내륙에서 발견된 것은 처음이다. 같은 해 10월에는 안산 반월공단의 스팀청소기 공장과 인천항에서도 발견되었다.
2018년 환경부는 붉은불개미를 생태계교란 야생생물로 새롭게 지정했다.

## 같이 보기
- 노랑미친개미
- 아르헨티나개미
- 전기개미
- 총알개미